# Villeneuve (Ain)
Villeneuve es una comuna francesa situada en el departamento de Ain, de la región de Auvernia-Ródano-Alpes.
Los habitantes se llaman Villeneuvois, Villeneuvoises.

## Geografía
Está ubicada en la región natural de Dombes, a 35 km al suroeste de Bourg-en-Bresse y a 8 km al este de Villefranche-sur-Saône.

## Demografía
| 746 | 689 | 630 | 733 | 845 | 939 | 1 353 | 1 421 | 1 501 | 1 562 |
| Para los censos de 1962 a 1999 la población legal corresponde a la población sin duplicidades (Fuente: INSEE [Consultar]) |     |     |     |     |     |       |       |       |       |